# Giovanni Battista Casti

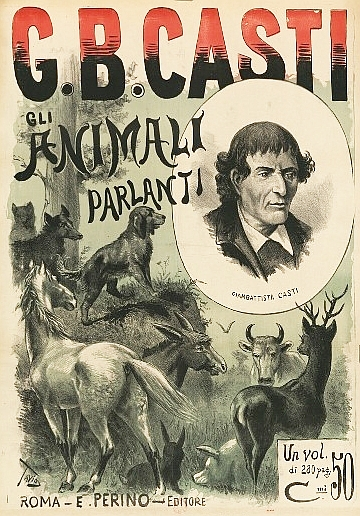
Okładka wydania Gli animali parlanti (1890)

Giovanni Battista Casti (ur. 29 sierpnia 1724 w Acquapendente, zm. 5 lutego 1803 w Paryżu) – włoski poeta, satyryk i autor librett.
Po studiach w seminarium w Montefiascone został kanonikiem w katedrze. Następnie podróżował po Europie odwiedzając m.in. Wiedeń i Berlin. W 1778 przybył na dwór Katarzyny Wielkiej. Resztę życia spędził w Paryżu, gdzie zmarł w 1803 roku.
Najbardziej znane dzieło Castiego to utwór poetycki zatytułowany Gli animali parlanti ("Mówiące zwierzęta"), nad którym pracował w latach 1794-1802 ; wywołał tak duże zainteresowanie, że przetłumaczono go na język francuski, niemiecki i hiszpański.

## Twórczość

### Opowiadania i wiersze
- Gli animali parlanti
- Novelle galanti

### Libretta
- Lo sposo burlato (muzyka Niccolò Piccinni, 1769)
- La finta amante (muzyka Giovanni Paisiello, 1780)
- Il re Teodoro di Venezia (muzyka Giovanni Paisiello, 1784)
- La grotta di Trofonio (muzyka Antonio Salieri, 1785)
- Prima la musica e poi le parole (muzyka Antonio Salieri, 1786)
- Cablai, gran Kan de' tartari (muzyka Antonio Salieri, 1788)
- Venere e Adone (muzyka Joseph Weigl, 1791)
- Catilina (muzyka Antonio Salieri, 1792)